# Delta Ren - Meuse - Šelda
Delta Ren - Meuse - Šelda rečna delta na Nizozemskem, ki jo tvori sotočje Rena, Meuse ( nizozemsko Maas   ) in reke Šelda. V nekaterih primerih se delta Šelde šteje za ločeno delto od delte Ren - Meuse  Rezultat je množica otokov, rečnih rokavov in imen rečnih rokavov, ki so lahko na prvi pogled zmedena, še posebej, ker lahko vodna pot, ki se zdi kot en neprekinjen tok, spremeni imena do sedemkrat, npr. Ren → Bijlands Kanaal → Pannerdens Kanaal → Nederrijn → Lek → Nieuwe Maas → Het Scheur → Nieuwe Waterweg (→ Severno morje ). Ker Ren prispeva večino vode, se običajno uporablja krajši izraz Delta Rena. Vendar se to ime uporablja tudi za delto, kjer se Alpski Ren izliva v Bodensko jezero, zato je bolj jasno, da večjo delto imenujemo delta Ren - Meuse ali celo delta Ren - Meuse - Šelda, saj se Šelda konča v isti delti. Po nekaterih izračunih delta zajema 25,347 km2 (9,787 sq mi), zaradi česar je največja v Evropi.
Gospodarski pomen delte Ren - Meuse - Šelda je ogromen, saj so te tri reke pomembne plovne poti . Delta je vhod iz Severnega morja v prostrano nemško in srednjeevropsko zaledje (in v manjši meri Francijo). Večja pristanišča v delti so Rotterdam, Antwerpen (Belgija), Vlissingen, Amsterdam (preko kanala Amsterdam–Ren ) in Gent (preko kanala Gent–Terneuzen ). Kopenska območja v delti so pred poplavami zaščitena z Nizozemsko Delta Works .

## Geografija
Obliko delte Rena določata dve bifurkaciji: prvič, Ren se pri Millingenu aan de Rijn razcepi na Waal in Nederrijn, in drugič pri Arnhemu se IJssel odcepi od Nederrijna. To ustvarja tri glavne toke, od katerih dva dokaj pogosto spreminjata imena. Največji in južni glavni rokav se začne kot Waal in se nadaljuje kot Boven Merwede ("Zgornji Merwede"), Beneden Merwede ("Spodnji Merwede"), reka Noord ("Severna reka"), Nieuwe Maas ("Novi Meuse"). "), Het Scheur ("Rip") in Nieuwe Waterweg ("Nova vodna pot"). Srednji tok se začne kot Nederrijn, nato se spremeni v Lek, nato se pridruži Noordu in tako tvori Nieuwe Maas. Severni tok ohranja ime IJssel, dokler se ne izlije v jezero IJsselmeer. Še trije tokovi nosijo znatne količine vode: Nieuwe Merwede ("Novi Merwede"), ki se odcepi od južnega kraka, kjer se spremeni iz Boven v Beneden Merwede; Oude Maas ("Stara Meuse"), ki se odcepi od južne veje, kjer se spremeni iz Benede Merwede v Noord, in Dordtsche Kil, ki se odcepi od Oude Maas.
Pred poplavo sv. Elizabete (1421) je Meuse tekla južno od današnje črte Merwede–Oude Maas do Severnega morja in tvorila arhipelagu podobno ustje z Waalom in Lekom. Ta sistem številnih zalivov, estuarijem podobnih razširjenih rek, številnih otokov in nenehnih sprememb obale, si danes težko predstavljamo. Od leta 1421 do 1904 sta se Meuse in Waal združila še gorvodno pri Gorinchemu in tvorila Merwede. Zaradi zaščite pred poplavami je bila reka Meuse ločena od Waala z zapornico in preusmerjena v nov iztok, imenovan " Bergse Maas ", nato pa se je Amer izlil v nekdanji zaliv, znan kot Hollands Diep .
Severozahodni del izliva (okoli Hook of Holland ) se še vedno imenuje Maasmond ("Ustje Meuse"), pri čemer ne upoštevamo dejstva, da zdaj nosi samo vodo iz Rena. To bi lahko pojasnilo zmedeno poimenovanje različnih rokavov.
Delta Rena–Meuse je delta plimovanja, ki je oblikovana ne le zaradi sedimentacije rek, temveč tudi zaradi plimovanja. To je pomenilo, da je plima predstavljala resno tveganje, saj bi močni plimski tokovi lahko raztrgali ogromna območja kopnega v morje. Pred gradnjo "Regulacije Delte" je bil vpliv plimovanja občuten vse do Nijmegena, še danes, po regulativnem ukrepu Regulacija Delte, pa plima deluje daleč v notranjost. Na Waalu, na primer, je mogoče zaznati najbolj kopenski vpliv plimovanja med Brakel in Zaltbommel .

## Zgodovina
Že v času Julija Cezarja so Rimljani poznali "otok Batavi". Njegova vzhodna točka je bil razcep Rena na Oude Rijn in Waal, ki sta bila v tem času dva glavna rokava Rena. V rimskem obdobju je Waal tekel v Meuse.
Naravoslovje Plinija Starejšega podaja seznam plemen, ki živijo na "galskih otokih" znotraj območja delte med različnimi ustji Rena. Najprej omenja velik otok Batavcev in Kananetov. Nato poda seznam drugih ljudstev, za katera pravi, da so raztegnjena vzdolž 100 rimskih milj, med ustjem Helinius (ki ga razumemo kot glavno ustje Meuse, kjer je Waal (latinsko Vacalis) in rimska utrdba pri Flevumu (pristanišče severno od starega Rena ). Rimski castrum pri Flevumu je omenil Tacit, danes pa ga enačimo z Velsenom. Čeprav podrobnosti niso več jasne, je očitno včasih obstajal podaljšek Starega IJ, ki se je tu približal severnemu morju.  Toda izraz Flevo je uporabil tudi Pomponius Mela za označevanje sladkovodnih jezer, ki so bila na območju sodobnega Zuiderzeeja, za katerega Mela posebej pravi, da ga je napajal Ren. Torej je bilo ustje Rena, ki ga omenja Plinij, morda iztok v jezero ali pa je morda voda, ki teče do Flevuma na obali, morda tekla prek jezer do obale, morda najprej skozi starodavno različico Vechta ali IJssela. IJssel pa se je Renu umetno pridružil, po Drususu in je precej daleč od krajev, za katere je znano, da se imenujejo Flevus. Svetonij pravi, da se je ta kanal v njegovem času še vedno imenoval Drusova jama. Nekateri avtorji trdijo, da je ustje, ki ga Plinij omenja, Vlie, veliko bolj severno od Velsena, kjer so glavne vode jezera vstopile v Severno morje.

## Posredovalna (drenažna) vodna telesa
Posrednih drenažnih vodnih teles je pravzaprav pet, in sicer;
- Haringvlietdam (jez, ki blokira Haringvliet)
- Nieuwe Waterweg (kanal, ki povezuje Rotterdam s Severnim morjem)
- Severnomorski kanal, ki povezuje Amsterdam z IJmuidenom
- Afsluitdijk, zajezitev reke Zuiderzee, z izpustnimi zapornicami na dveh mestih (Stevinsluizen pri Den Oeverju in Lorentzsluizen pri Kornwerderzandu).